# Стефан Бабовић
Стефан Бабовић (Иванград, 7. јануар 1987) бивши је српски фудбалер. Играо је у средњем реду.

## Каријера
Био је члан свих млађих селекција Партизана, а за сениорски тим „црно-белих” дебитовао је у сезони 2003/04. са 17 година и 50 дана. За тим из Хумске 1 одиграо је 36 првенствених мечева и постигао четири гола.
На сопствени захтев затражио исписницу из Партизана, почетком августа 2006. незадовољан статусом у клубу, а већ следећег дана је нашао нови ангажман у ОФК Београду. После је наредне три године провео у иностранству у Француској (ФК Нант) и Холандији (ФК Фајенорд) одакле се опет вратио у Партизан. Са црно-белима је провео две сезоне. Сезону 2012/13. је провео у шпанској Реал Сарагоси. У септембру 2013. се вратио у српски фудбал и потписао за Вождовац. У јануару 2015. је поново потписао за Партизан, по трећи пут у својој каријери.
Стандардни члан младе репрезентације и један од јунака историјске победе (5:0) у баражу са Шведском. За репрезентацију Србије дебитовао на незваничном мечу са селекцијом Баскије (0:4) у Билбау, а прву званичну утакмицу за сениорски тим Србије одиграо 24. новембра 2007. против Казахстана (1:0) у Београду.

## Трофеји

### Партизан
- Првенство Србије и Црне Горе (1) : 2004/05.
- Првенство Србије (3) : 2010/11, 2011/12, 2014/15.
- Куп Србије (1) : 2010/11.

## Награде
- Првенство Србије - Идеални тим сезоне (2) : 2010/11, 2011/12.